# 2022-es futsal-Európa-bajnokság
A 2022-es futsal-Európa-bajnokság, hivatalos nevén: UEFA Futsal Championship 2022 a 12. futsal-Európa-bajnokság, melyet Hollandiában, Amszterdamban és Gröningenben rendeztek meg 2022. január 19. és február 6. között.

## Helyszín
A mérkőzéseket a 17 000 férőhelyes amszterdami Ziggo Domeban és a 2000 férőhelyes groningeni Martiniplazaban rendezik meg.
| Helyszín         | Amszterdam,Ziggo Dome | Gröningen,MartiniPlaza |
| Befogadóképesség | 17,000                | 2,000                  |
| Kép              |                       |                        |

## Kvalifikáció
A tornára tizenhat ország válogatottja kvalifikálja magát. A házigazda alanyi jogon résztvevője az Európa-bajnokságnak, míg a selejtezőket három fordulóban bonyolították le:
- Előselejtező: A csapatokat kilenc csoportba osztják, három vagy négy csapatból mini-bajnokságok formájában a csoport nyertesei bejutnak a selejtező szakaszba.A kilenc második és az öt legjobb második közvetlenül a selejtező play-off csoport szakaszába jutnak.Az így kapott 14 csapatot hét párba sorsolják és oda-visszavágós mérkőzésen dől el a továbbjutás.A győztesek szintén továbbjutnak a selejtező szakaszba.

- Selejtező: A 32 csapatot (16 világbajnoki résztvevő:Azerbajdzsán, Fehéroroszország, Horvátország, Cseh Köztársaság, Finnország, Franciaország, Olaszország, Kazahsztán, Portugália, Románia, Oroszország, Szerbia, Szlovákia, Szlovénia, Spanyolország , Ukrajna), a kilenc előselejtező nyertese, valamint a play-off selejtező nyerteseit nyolc csoportba osztják.A nyolc csoportgyőztes és a hat legjobb második helyezett bejut a tornára, a fennmaradó két helyezett pedig a rájátszásba kerül.
- Play-off: Pótselejtező. A selejtezőből megmaradt két csapatot sorsolják össze és a győztes szintén kijut a tornára.

### Résztvevők
| Csapat                     | Kvalifikáció módja            | Kvalifikáció ideje | Eddigi részvételek száma a Futsal-Európa-bajnokságon1                 |
| -------------------------- | ----------------------------- | ------------------ | --------------------------------------------------------------------- |
| Hollandia                  | Házigazda                     | 2019.09.24.        | 5 (1996, 1999, 2001, 2005, 2014)                                      |
| Horvátország               | 1. Selejzető csoport győztese | 2021.03.09.        | 5 (1999, 2001, 2012, 2014, 2016)                                      |
| Oroszország                | 2. Selejtező csoport győztese | 2021.03.09.        | 11 (1996, 1999, 2001, 2003, 2005, 2007, 2010, 2012, 2014, 2016, 2018) |
| Azerbajdzsán               | 3. Selejtező csoport győztese | 2021.03.09.        | 5 (2010, 2012, 2014, 2016, 2018)                                      |
| Bosznia-Hercegovina        | 4. Selejtező csoport győztese | 2021.03.10.        | 0 (újonc)                                                             |
| Kazahsztán                 | 5. Selejtező csoport győztese | 2021.04.06.        | 2 (2016, 2018)                                                        |
| Spanyolország              | .6 Selejtező csoport győztese | 2021.03.09.        | 11 (1996, 1999, 2001, 2003, 2005, 2007, 2010, 2012, 2014, 2016, 2018) |
| Olaszország                | 7. Selejtező csoport győztese | 2021.03.09.        | 11 (1996, 1999, 2001, 2003, 2005, 2007, 2010, 2012, 2014, 2016, 2018) |
| Portugália                 | 8. Selejtező csoport győztese | 2021.04.12.        | 9 (1999, 2003, 2005, 2007, 2010, 2012, 2014, 2016, 2018)              |
| Grúzia                     | Legjobb második helyezett     | 2021.04.09.        | 0 (Újonc)                                                             |
| Szlovénia                  | Legjobb második helyezett     | 2021.04.12.        | 6 (2003, 2010, 2012, 2014, 2016, 2018)                                |
| Finnország                 | Legjobb második helyezett     | 2021.04.13.        | 0 (Újonc)                                                             |
| Szlovákia                  | Legjobb második helyezett     | 2021.04.13         | 0 (Újonc)                                                             |
| Lengyelország              | Legjobb második helyezett     | 2021.04.14.        | 2 (2001, 2018)                                                        |
| Ukrajna                    | Legjobb második helyezett     | 2021.04.14         | 10 (1996, 2001, 2003, 2005, 2007, 2010, 2012, 2014, 2016, 2018)       |
| Szerbia / Fehéroroszország | Play-off győztese             | 2021.11.21.        |                                                                       |

1 Vastaggal jelölve az EB győztes évek.

### Csoportkör

#### A csoport
| Csapat | M | Gy | D | V | G+ | G– | Gk | P |
| ------ | - | -- | - | - | -- | -- | -- | - |
|        |   |    |   |   |    |    |    |   |
|        |   |    |   |   |    |    |    |   |
|        |   |    |   |   |    |    |    |   |
|        |   |    |   |   |    |    |    |   |

#### B csoport
| Csapat | M | Gy | D | V | G+ | G– | Gk | P |
| ------ | - | -- | - | - | -- | -- | -- | - |
|        |   |    |   |   |    |    |    |   |
|        |   |    |   |   |    |    |    |   |
|        |   |    |   |   |    |    |    |   |
|        |   |    |   |   |    |    |    |   |

#### C csoport
| Csapat | M | Gy | D | V | G+ | G– | Gk | P |
| ------ | - | -- | - | - | -- | -- | -- | - |
|        |   |    |   |   |    |    |    |   |
|        |   |    |   |   |    |    |    |   |
|        |   |    |   |   |    |    |    |   |
|        |   |    |   |   |    |    |    |   |

#### D csoport
| Csapat | M | Gy | D | V | G+ | G– | Gk | P |
| ------ | - | -- | - | - | -- | -- | -- | - |
|        |   |    |   |   |    |    |    |   |
|        |   |    |   |   |    |    |    |   |
|        |   |    |   |   |    |    |    |   |
|        |   |    |   |   |    |    |    |   |

## Végeredmény
| A 2022-es futsal-Európa-bajnokság győztese |
| ------------------------------------------ |
|                                            |

|     |  |
|     |  |
|     |  |
| 4.  |  |
| 5.  |  |
| 6.  |  |
| 7.  |  |
| 8.  |  |
| 9.  |  |
| 10. |  |
| 11. |  |
| 12. |  |
| 13. |  |
| 14. |  |
| 15. |  |
| 16. |  |

### Díjak
| Díj             | Játékos |
| --------------- | ------- |
| Legjobb játékos |         |
| Aranycipő       |         |
| Ezüstcipő       |         |
| Bronzcipő       |         |